# Казнить нельзя помиловать (фильм)
«Казнить нельзя помиловать» — фильм режиссёра театра и кино Михаила Апарцева, снятый по одноимённой книге Алексея Козырева в 2007 году.

## Сюжет
Действие фильма происходит на юбилейном (5 лет) заседании Комиссии по помилованию. Рассматривается прошение юноши, Владимира Есенина, убившего двух человек, одним из которых оказался сын влиятельного чиновника. В то же самое время в колонии, где он отбывает свой срок, происходит захват заложников. В такой обстановке — обстановке психологического давления — и должны члены Комиссии принять решение.

## В ролях
| Актёр                | Роль                               |
| -------------------- | ---------------------------------- |
| Анастасия Мельникова | Елена Александровна Новожилова     |
| Валерий Дегтярь      | Александр Сергеевич Мартов         |
| Сергей Кошонин       | Владислав Степанович Ратиков       |
| Андрей Толубеев      | Ю. С. Талеев                       |
| Сергей Барковский    | Семён Антонович Кактус             |
| Сергей Бехтерев      | Николай Павлович Смердин           |
| Екатерина Толубеева  | Татьяна Николаевна (мать Есениных) |

## Съёмки
Картина основана на реальных событиях. В фильме использованы документальные кадры о захвате заложников в Крестах. Роль Андрея Толубеева почти автобиографическая: Толубеев входил в состав петербургской комиссии по вопросам помилования.
Действие фильма происходит в Доме архитекторов Санкт-Петербурга. За кадром звучат песни Григория Пономаренко на слова Сергея Есенина в исполнении хора мальчиков Хорового училища имени Глинки (художественный руководитель и главный дирижёр заслуженный артист России Владимир Беглецов; солисты Коля Ирви, Борис Степанов). Автор и исполнитель песни «Письмо на свободу» — Платон Дмитриев, осуждённый Колпинской воспитательной колонии ГУФСИН по Санкт-Петербургу и Ленинградской области.
Российская премьера фильма состоялась 6 июня 2007 года в Доме архитекторов Санкт-Петербурга. Мировая премьера состоялась 6 октября 2007 года на Первом международном правозащитном кинофестивале «Ступени» в Киеве, где фильм получил первую премию.